# Toshio Ōta
Toshio Ōta (太田 敏夫, Ōta Toshio) (20 mars 1919 - 21 octobre 1942) est un as de l'aviation de la marine impériale japonaise.
En 1942, à 22 ans, il est affecté sur un Mitsubishi A6M au groupe aérien Tainan basé à Lae. Il devient l'un des as du « Trio des nettoyeurs » avec Saburo Sakai et Hiroyoshi Nishizawa.  
Son premier succès officiel est un Curtiss P-40 Warhawk américain au-dessus de la Nouvelle-Guinée le 11 avril 1942. Transféré à Rabaul en août, il est tué lors d'un violent affrontement avec des Grumman F4F Wildcat américains au-dessus de Guadalcanal le 21 octobre 1942, peu après avoir abattu lui-même un avion ennemi. Son adversaire victorieux serait vraisemblablement le lieutenant Frank C. Drury de l'escadron VMFA-212 (en). Ōta est crédité de 34 succès, le classant 6e as de la marine impériale japonaise.
Dans son autobiographie, Saburo Sakai décrit Ōta comme quelqu'un d'ouvert et d'aimable, contrairement à Nishizawa plus réservé, et dit qu'il aurait été « plus à la maison dans une boîte de nuit » qu'à Lae.